# Elodes ovensensis
Elodes ovensensis es una especie de coleóptero de la familia Scirtidae.

## Distribución geográfica
Habita en Australia.